# Aulagromyza discrepans
Aulagromyza discrepans är en tvåvingeart som först beskrevs av Frederik Maurits van der Wulp 1871.  Aulagromyza discrepans ingår i släktet Aulagromyza och familjen minerarflugor.
Artens utbredningsområde är Nederländerna. Inga underarter finns listade i Catalogue of Life.